# Jan Nepomuk Karel Krakovský z Kolovrat
Jan Nepomuk Karel hrabě Krakowský z Kolowrat, zvaný Hanuš (12. září 1794 Praha – 26. června 1872 Praha), byl český šlechtic, úředník gubernia, filantrop, vlastenec a podporovatel národních kulturních institucí.

## Život a kariéra

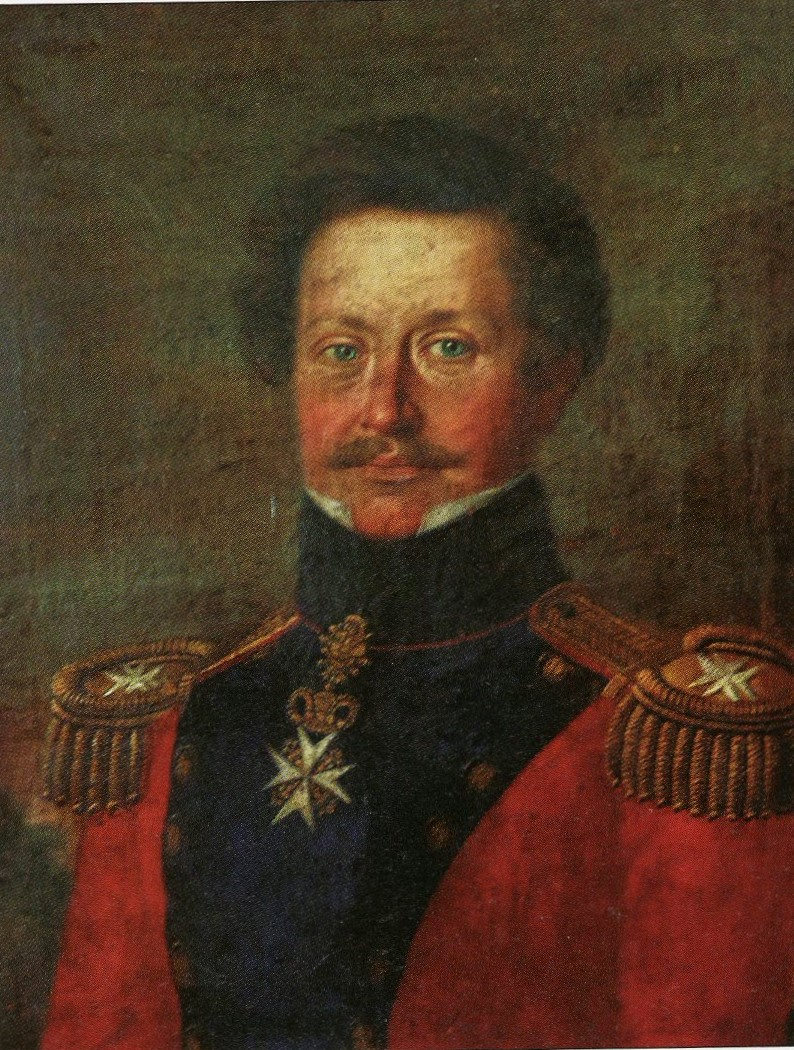
Jan Nepomuk Karel hrabě Krakowský-Nowohradský z Kolowrat

Narodil se jako jediný syn vlastenecky smýšlejícího Josefa hraběte z Kolowrat (1746–1824) a jeho druhé manželky, hraběnky Valburgy z Morzina (1766–1798), dcera hraběte Petra Víta z Morzina. Do roku 1816 studoval v Praze na Karlo-Ferdinandově univerzitě a vstoupil do služeb Českého zřízení zemského, kde byl povýšen na guberniálního radu. V roce 1815 zdědil po dědovi z matčiny strany panství Merklín, Ptenín a Ježovy, v roce 1824 panství Hradiště a Březnici a po vymření Kolovrat-Libštejnských v roce 1861 získal panství Rychnov nad Kněžnou a Černíkovice ve východních Čechách, Velké Dvorce na Tachovsku a Košátky na Mladoboleslavsku. Hanuš Kolovrat stejně jako jeho otec vstoupil do Suverénního řádu maltézských rytířů. Neoženil se, cestoval po Itálii a Palestině. Při výstupu na Vesuv utrpěl úraz žhavým uhlíkem ze sopky a přišel o pravé oko.
Roku 1841 z funkcí odstoupil, aby se mohl věnovat svému úřadu, budování a správě svých panství. V letech 1845–1846 přebudoval původně renesanční tvrz v Hradišti (na okraji Blovic u Plzně) na klasicistní zámek. Roku 1833 dal postavit kapli v Blovicích a roku 1853 zámeckou kapli sv. Ondřeje v Hradišti.
V roce 1848 se Hanuš ve Vídni zúčastnil Slovanského bálu a v Praze podepsal Palackého provolání k neslovanským národům Rakouska, což vedlo v období Bachova absolutismu k jeho policejnímu dozoru.
Roku 1861 zdědil po svém příbuzném Františku Antonínovi Kolowratovi-Libštejnském zámek v Rychnově nad Kněžnou s nově adaptovaným kostelem Nejsvětější Trojice, do tamní rodinné hrobky byl – stejně jako jeho strýc – pohřben poté, co 26. června 1872 zemřel v Praze.
Svá panství Hradiště, Merklín a Březnici odkázal roku 1872 narozenému Janu Pálffymu z Erdödu; jeho otec Eduard Pálffy z Erdödu přestavěl zámek v Hradišti a daroval muzeu zbytek březnické knihovny.

### Vyznamenání
Za svou dobročinnost byl vyznamenán nejvyšším papežským vyznamenáním, křížem rytíře Nejvyššího řádu Kristova, dále za své zásluhy získal Leopoldův řád.

## Mecenášství

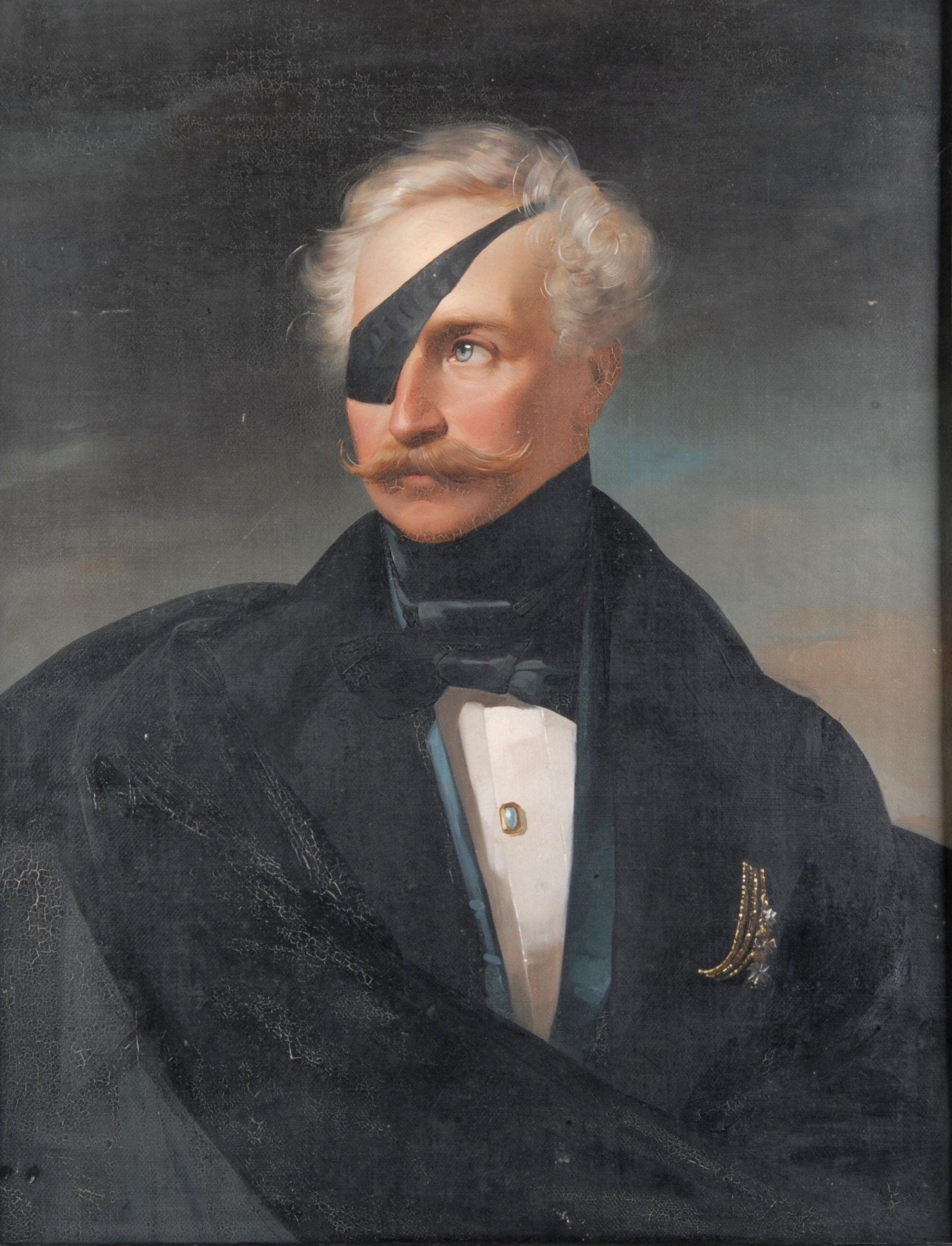
Jan Nepomuk Karel hrabě Krakowský-Nowohradský z Kolowrat

Spolu se svým otcem se ve čtyřiadvaceti letech se zapojil do kruhu vlastenecky smýšlejících aristokratů kolem Kašpara Šternberka, kteří v roce 1818 založili Vlastenecké (později Národní) muzeum. Otec Josef Kolowrat-Krakovský již 25. května 1818 daroval do muzea vzácnou březnickou zámeckou knihovnu, která obsahovala mj. cenné rukopisy a staré tisky z knihovny zrušeného kláštera augustiniánů-kanovníků v Roudnici nad Labem. Hanuš Kolowrat byl roku 1822 zvolen členem správního výboru muzea a střídal se s ostatními také ve funkci jednatele. Patřil k prvním sponzorům muzea, přispíval pravidelně roční částkou 100 až 300 zlatých. Po smrti Rudolfa Kinského v roce 1836 byl jmenován také kurátorem Matice české, od roku 1833 finančně podpořil Pavla Josefa Šafaříka a vydání jeho spisu Slovanské starožitnosti. Dále prosadil, aby významné knihy z Valdštejnské knihovny byly deponovány v muzeu ke studiu.
Byl autoritou českého národního obrození, dobrodincem mnoha spolků. Podporoval například dostavbu chrámu sv. Víta v Praze a stavbu Národního divadla. Dochovala se jeho korespondence s V. Hankou, F. L. Čelakovským, F. Palackým, J. Jungmannem, F. L. Riegrem, K. H. Borovským, J. K. Tylem, a F. J. Vackem – Kamenickým, nebo Boženou Němcovou, která jej vylíčila jako filantropa Hanuše Březenského ve své povídce Pohorská vesnice.